# 系 (地层)
系（System）在地层学中指在同一相关地质年代内一道形成的岩层单元。相关地质时期为年代学时间单位，为地质年代的一部分，而“系”则是年代地层中的一种单位。系与岩石地层学无关，后者是根据岩石学来划分岩层。系是界的细分，而它自身则被再分为统和阶。

## 地质年代中的系
19世纪显生宇的系被定义为起始于白垩纪和石炭纪。白垩纪是比利时地质学家"让·德奥马利乌斯·德哈洛伊"（Jean d'Omalius d'Halloy）在研究巴黎盆地时所提出，而石炭纪是1822年由英国地质学家“威廉·科尼比尔”和“威廉·菲利普”共同提出。在19世纪下半叶前，古生界和中生界被划分为目前所使用的系，1879年在添加奥陶系时略作了修改。
国际地层学委员会最近对新生界进行了修订，它被划分为三种系，其中古近系和新近系取代了前第三纪系，但其后的第四系仍保留不变。而原先的古近系及新近系系名，则被细分为古新统、始新统、渐新统、中新统和上新统。
另一项最新的发展是2004年决定将元古宇正式划分为不同的系。

## 年代地层和地质年代划分对比
| 年代地层学中的岩（岩层）段 | 地质年代学中的时间跨度 | 地质年代学单位 备注              |
| -------------------------- | ---------------------- | -------------------------------- |
| 宇                         | 宙                     | 总计4个，5亿年或更长时间。       |
| 界                         | 代                     | 定义了10个，数亿年。             |
| 系                         | 纪                     | 定义了22个，数千万至1亿年。      |
| 统                         | 世                     | 定义了34个，数千万年。           |
| 阶                         | 期                     | 定义了99个，数百万年。           |
| 带                         | 时                     | 期的细分，国际地层委员会不采用。 |

## 备注
1. ↑  Cohen, K.M.; Finney, S.; Gibbard, P.L.,  (PDF), 国际地层学委员会, 2015

## 参引文献
- Gehling, James; Jensen, Sören; Droser, Mary; Myrow, Paul; Narbonne, Guy. . Geological Magazine. March 2001, 138 (2): 213–218. Bibcode:2001GeoM..138..213G. doi:10.1017/S001675680100509X. 1.
- Hedberg, H.D., (editor), 《国际地层学指南：地层分类、术语和程序指南》, 纽约, John Wiley and Sons, 1976
- 来自国际地层学委员会的国际地层表 （页面存档备份，存于）
- 美国国家公园管理局
- 华盛顿州立大学 （页面存档备份，存于）
- 地质年代机制 （页面存档备份，存于）
- 宙 （页面存档备份，存于）, 数学单词-字母索引 （页面存档备份，存于）